# Aster gracilicaulis
Aster gracilicaulis là một loài thực vật có hoa trong họ Cúc. Loài này được Y.Ling ex J.Q.Fu mô tả khoa học đầu tiên năm 1983.